# کلیسای کنگره‌گرایان

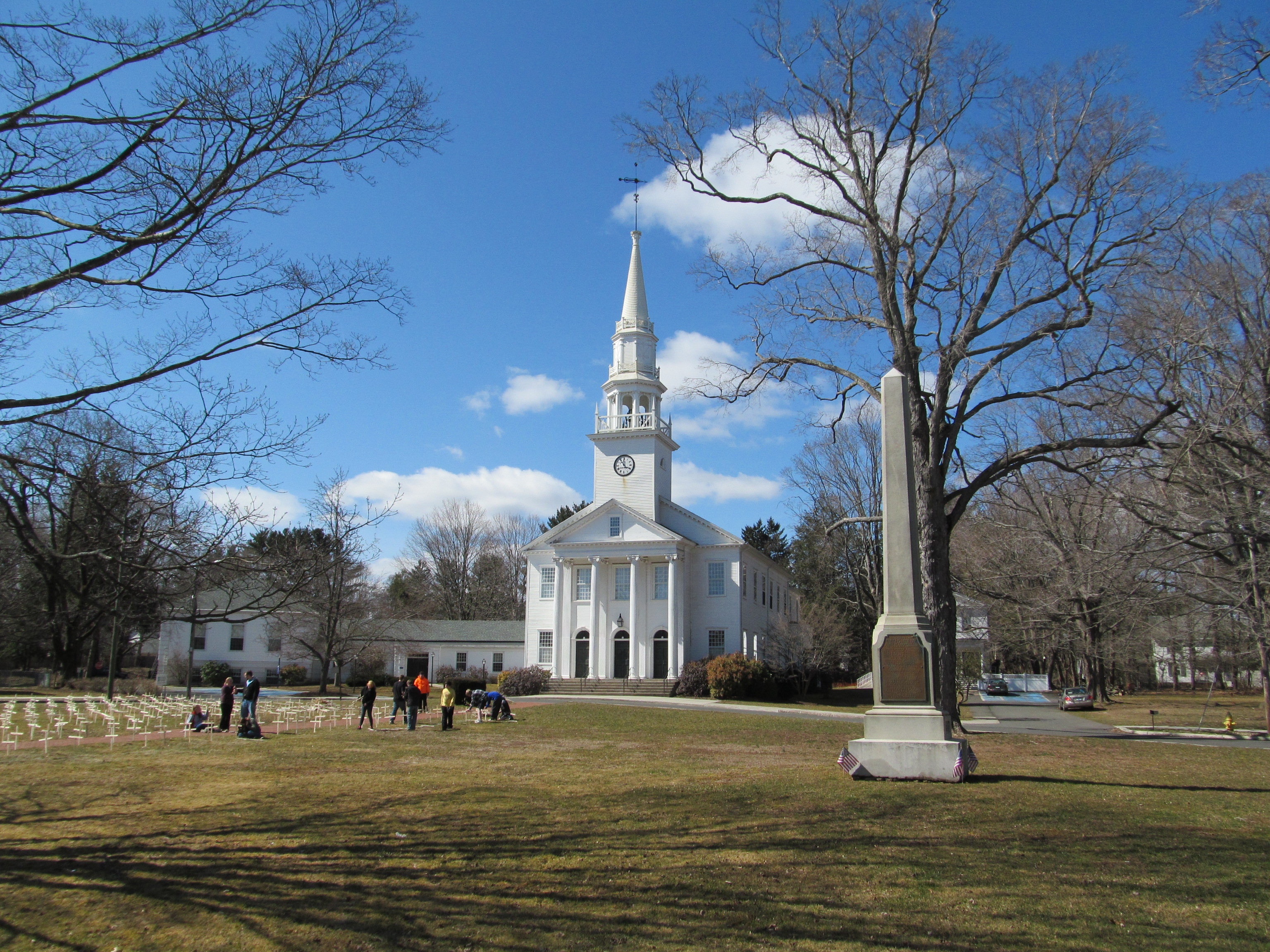
یک کلیسای کنگره‌گرایان در چشر (کنتیکت), آمریکا.

کلیسای کنگره‌گرایان (انگلیسی: Congregational church) کلیسای گروهی از پروتستان‌های مسیحی هستند؛ که معتقدند همه مسیحیان از طریق مسیح دسترسی مستقیم به خداوند دارند و بر این اساس با یکدیگر برابرند. آنها به‌خلاف دیگر فرقه‌های مسیحی کنترل خارجی از طریق اسقف‌ها و شوراها را رد می‌کنند و بر این عقیده هستند که هر جامعه باید کلیه امور خود را از جمله انتخاب کشیش‌ها را خودشان بر عهده بگیرند.

## اعتقادات
در امور اعتقادی، یک گروه از آنها اعتقادات خودشان را بر اساس کتاب انجیل پایه‌ریزی نموده‌اند و اعتقادات مسیحی دیگر یا هرگونه نقل قول و اظهار نظر دیگری را قبول ندارند.

## پرستش
در عبادت، این جماعت نیایش ساده‌ای را بدون مراسم رسمی مذهبی اجرا می‌کنند؛ که شامل نیایش عام و خواندن کتاب انجیل و موعظه‌هایی که در این رابطه وجود دارد می‌باشد. آنان همچنین به غسل تعمید کودکان و بزرگسالان معتقد هستند. علاوه بر آن به مراسمی که شام خداوند نامیده می‌شود پایبند می‌باشند.

## تاریخچه
این جنبش در قرن شانزدهم میلادی در دورانی که اصلاحات مذهبی نام‌گذاری شده‌است، در شکل فعلی خود به وجود آمد. از نخستین رهبران این جنبش می‌توان به رابرت براون، رابرت هریسون اشاره نمود؛ که پس از مدتی حکام وقت آنها را مورد آزار و اذیت قرار دادند، برخی از آنها مهاجرت کرده و به سرزمینهای اصلی اروپایی رفتند. سپس در سال ۱۶۲۰، تعدادی از آنان از طریق دریا به شمال آمریکا رفتند و برای ایجاد یک دولت که در آن دولت و کلیسا یک پیکر واحد باشند تلاش نمودند. آنها دانشگاه هاروارد را در سال ۱۶۳۶ و دانشگاه ییل را در سال ۱۷۰۱ تأسیس کردند.
این افراد در زمان تشکیل سازمان ملل متحد و همچنین نظام مراقبتی در انگلستان از ۱۶۴۹ تا ۱۶۵۹ تا حدودی قدرت سیاسی نیز داشتند ولی هنگامی که در سال ۱۶۶۰ سلطنت بازگشت، آنها مجدداً مورد آزار و اذیت قرار گرفتند.
در سال ۱۷۹۵، کلیساها در سراسر جهان با هم ادغام شدند، و در بسیاری از کشورها، با جوامع مشابه به ایجاد کلیساهای متحد اقدام نمودند.